# Dark Avengers
Les Dark Avengers sont une équipe de super-vilains créés par Marvel Comics. L'équipe fit sa première apparition dans sa propre série, Dark Avengers n°1, en 2009. La série dura 16 numéros.

## Le Règne Sombre
À la suite de l'invasion Skrull, Norman Osborn réussit le tour de force d'apparaître aux yeux du public et du gouvernement comme le sauveur des États-Unis. Il fut récompensé en prenant le poste de Directeur de la Sécurité Nationale. Il déstabilisa la réputation de Tony Stark et des Vengeurs, et mit en place une nouvelle organisation, le HAMMER, pour remplacer le SHIELD.
Seuls deux membres des Vengeurs restèrent volontairement sous la coupe d'Osborn. Osborn, contrôlant désormais du fait de sa position l'ensemble des ressources en matière de super-humains, remit sur pied une équipe, les Vengeurs Noirs, copie de la fameuse équipe. Sa composition reprit la même formule que celle des Thunderbolts : des « anciens » super-vilains se faisant passer pour des héros.
Elle incluait :
- Iron Patriot (Norman Osborn, le premier Bouffon vert, utilisant une vieille armure basée sur celle d'Iron Man, mais repeinte aux couleurs du drapeau américain).
- Arès, dieu de la guerre.
- Sentry.

et des agents ayant repris la place et l'identité d'anciens Vengeurs :
- Œil-de-Faucon (le Tireur, portant le costume de Clint Barton)
- Miss Marvel (Opale, portant le premier costume de Carol Danvers)
- Captain Marvel (Noh-Varr, ne portant pas le costume de Mar-Vell)
- Spider-Man (le Scorpion associé au symbiote Venom dont le corps fut modifié par des médicaments, pour ressembler à la silhouette de Peter Parker en costume noir).
- Wolverine (son fils Daken)

L'agent de liaison était un officier du HAMMER, Victoria Hand.
L'équipe sauva un autre tyran, le Docteur Fatalis, dont le pays était assailli par la fée Morgane.
Elle partit ensuite placer la loi martiale sur l'île Utopia, territoire des X-Men près de San Francisco. Norman dirigea aussi en parallèle une équipe de Dark X-Men (incluant entre autres Daken), mais ce plan échoua à la suite de la défection de certains membres (Emma Frost, Namor, la Cape et l’Épée). 
Les Dark Avengers devinrent les cibles de l'Homme-Molécule, retranché dans une petite ville du Colorado. Ce dernier fut tué par Void, la face sombre de Sentry.

## Le Siège d'Asgard
Norman Osborn déclara la guerre aux Asgardiens, vivant en Oklahoma. Il lança ses Dark Avengers, les Thunderbolts et les forces du HAMMER dans un siège impitoyable. Pour asseoir son contrôle sur Sentry, il ordonna secrètement au Tireur de tuer sa femme Lindy, lors de l'évacuation de la Tour Osborn. L'assassin étrangla la jeune femme et jeta son corps à la mer, proclamant qu'elle s'était suicidée. Arès, comprenant qu'il avait été manipulé, quitta le groupe. Il voulut se venger d'Osborn, mais ce dernier le fit exécuter par Sentry.
Le Siège fut finalement repoussé grâce aux héros venus prêter main-forte à Thor et son peuple. Sentry fut tué par le sacrifice de Loki, et Osborn arrêté. Opale, le Tireur et McGargan furent aussi arrêtés et incarcérés au Raft. Victoria Hand fut interrogée par Captain America et réassignée à un poste de liaison avec les Nouveaux Vengeurs.

## Un changement de donne
Opale rejoignit les Thunderbolts, et Noh-Varr fut enrôlé chez les Jeunes Vengeurs. Le Tireur s'échappa du Raft mais fut rapidement tué par Daredevil (lors du cross-over Shadowland). McGargan s'échappa aussi et travailla pour Alistair Smythe, qui lui offrit un nouveau costume de Scorpion.

## Publications
- Dark Avengers vol.1, n°1-16, 2009-2010
- Dark Avengers vol.2, 16 numéros (n°175-190), 2012-2013